# Belinda (satélite)
Belinda é um satélite natural de Urano. Foi descoberto a partir de imagens tiradas pela sonda Voyager 2 em 13 de janeiro de 1986 e recebeu a designação provisória S/1986 U 5. Foi nomeado a partir de um personagem da obra de Alexander Pope The Rape of the Lock. Belinda também é chamada de Urano XIV.
Belinda pertence ao grupo de satélites Pórcia, que também inclui Bianca, Créssida, Desdémona, Pórcia, Julieta, Cupido, Rosalinda e Perdita. Esses satélites têm órbitas e propriedades fotométricas similares. Não se sabe praticamente sobre Belinda além de sua órbita, raio de 45 km e albedo geométrico de 0,08.
As imagens da Voyager 2 mostram Belinda como um objeto alongado com seu eixo maior virado em direção a Urano. Seu eixo menor tem 0,5 ± 0,1 vezes o tamanho do maior. Sua superfície é cinza.